# Естрі
Естрі́ (фр. Estrie) — регіон у провінції Квебек (Канада). У списку регіонів має умовний номер «05». 
Альтернативні назви регіону — Східні кантони (фр. Cantons-de-l'Est, або ж англійською англ. Eastern Townships).
Найважливіші населені пункти — Шербрук, Магог (Magog), Коатікук (Coaticook), Ляк-Мегантік (Lac-Mégantic) та Віндзор (Windsor). 
Населення — 300 917 (2005), площа — 10 195 км².

## Походження назви

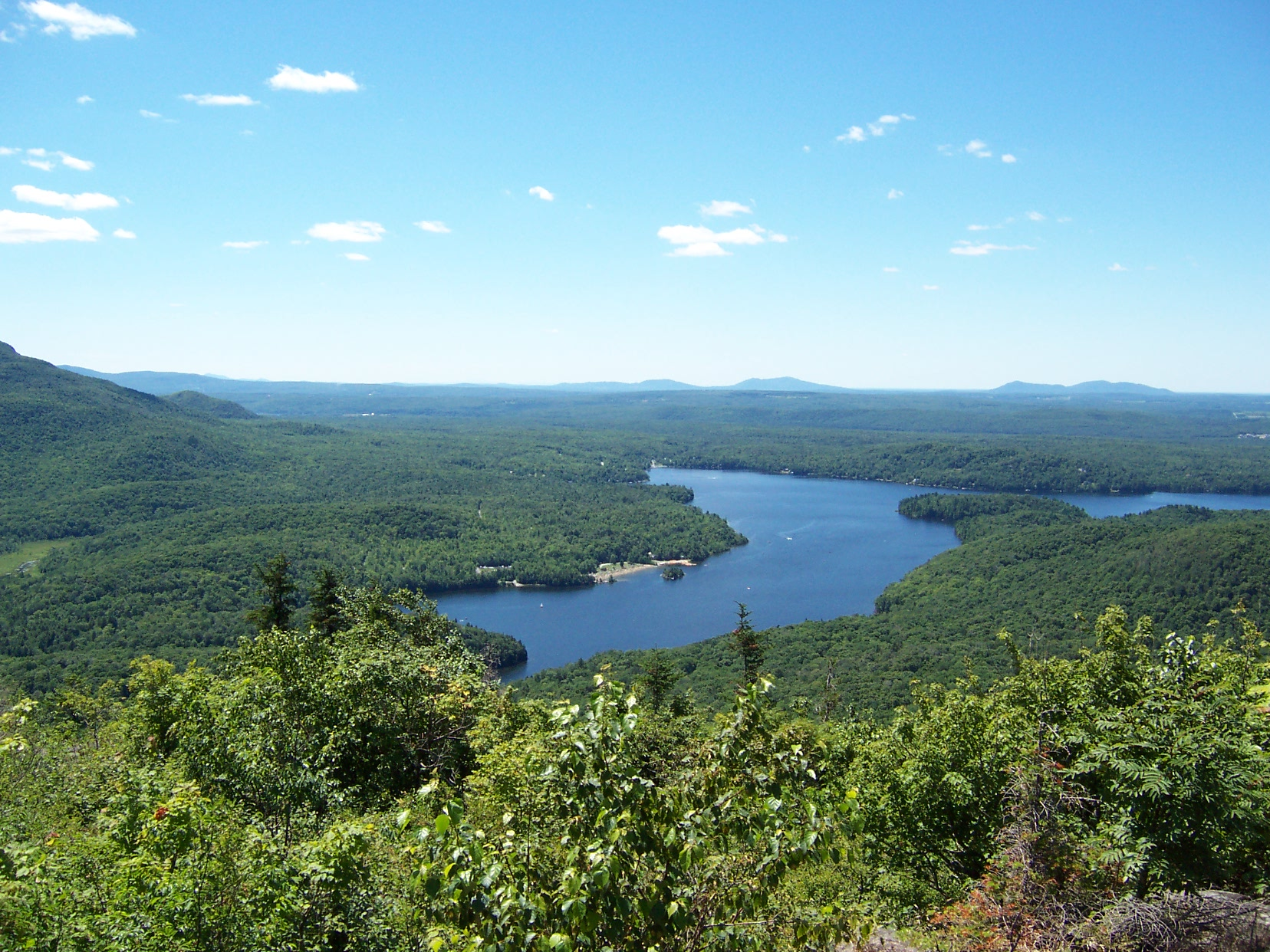
Озеро в регіоні Естрі

Регіон було заселено американськими лоялістами наприкінці XVIII століття. Вони дали йому назву фр. Eastern Townships. Проте, вже у XIX столітті франкоканадське населення перевищило англомовне. У 1858 письменник Антуан Жерен-Ляжуа (Antoine Gérin-Lajoie) запропонував назву Східні кантони (фр. Cantons-de-l'Est), яка, фактично, була вільним перекладом англійської версії (слово «кантони» взято зі швейцарської лексики). 
У 1946 монсеньор Моріс О'Бреді (англ. Maurice O'Bready) — католицький священик, який заснував Шербрукський університет — запропонував назву Естрі (фр. Estrie).